# Campeonato Brasileiro de Voleibol Masculino de 1981
Campeonato Brasileiro de Voleibol de Clubes de 1981 foi a quarta edição da competição na variante masculina com esta nomenclatura. O torneio foi realizado entre meados de 1981 e 18 de janeiro de 1982.

## Participantes
Bradesco, Rio de Janeiro/RJ

 Pirelli, São Paulo/SP

## Primeira fase
| Data | Hora |                      | Placar |                           | Set 1 | Set 2 | Set 3 | Set 4 | Set 5 | Total | Relatório |
| ---- | ---- | -------------------- | ------ | ------------------------- | ----- | ----- | ----- | ----- | ----- | ----- | --------- |
| dez  |      | 'Bradesco/Atlântica' | 3–0    | Flamengo                  | –     | –     | –     |       |       | 0–0   | –         |
| dez  |      | 'Bradesco/Atlântica' | 3–0    | Atlético Rio Negro Clube  | –     | –     | –     |       |       | 0–0   | –         |
| dez  |      | 'Bradesco/Atlântica' | 3–0    | Jóquei Clube de Goiás     | –     | –     | –     |       |       | 0–0   | –         |
| dez  |      | 'Bradesco/Atlântica' | 3–1    | Club Athletico Paulistano | –     | –     | –     |       |       | 0–0   | –         |

## Segunda fase
| Data | Hora |                      | Placar |                      | Set 1 | Set 2 | Set 3 | Set 4 | Set 5 | Total | Relatório |
| ---- | ---- | -------------------- | ------ | -------------------- | ----- | ----- | ----- | ----- | ----- | ----- | --------- |
| dez  |      | 'Bradesco/Atlântica' | 3–0    | Atlético Mineiro     | –     | –     | –     |       |       | 0–0   | –         |
| dez  |      | 'Bradesco/Atlântica' | 3–0    | Clube Fênix Alagoana | –     | –     | –     |       |       | 0–0   | –         |
| dez  |      | 'Bradesco/Atlântica' | 3–1    | Pirelli              | –     | –     | –     |       |       | 0–0   | –         |

## Semifinal
Jogo 1
| janeiro de 1982 Relatório | Bradesco/Atlântica | 3 — 0 | Fluminense F.C. | Maracanãzinho, Rio de Janeiro |
| janeiro de 1982 Relatório | Set 1 Set 2 Set 3  |       |                 | Maracanãzinho, Rio de Janeiro |

Jogo 2
| janeiro de 1982 Relatório | Fluminense F.C.   | 0 — 3 | Bradesco/Atlântica | Maracanãzinho, Rio de Janeiro |
| janeiro de 1982 Relatório | Set 1 Set 2 Set 3 |       |                    | Maracanãzinho, Rio de Janeiro |

## Final
Jogo 1
| 14 de janeiro de 1982 Relatório | Pirelli       | 2 — 3                         | Bradesco/Atlântica | Ginásio de Esportes Pirelli, Santo André |
| 14 de janeiro de 1982 Relatório | 15 8 15 14 10 | Set 1 Set 2 Set 3 Set 4 Set 5 | 4 15 7 16 15       | Ginásio de Esportes Pirelli, Santo André |

Jogo 2
| janeiro de 1982 Relatório | Bradesco/Atlântica | 2 — 3                         | Pirelli    | Maracanãzinho, Rio de Janeiro |
| janeiro de 1982 Relatório | 15 9 12 15 8       | Set 1 Set 2 Set 3 Set 4 Set 5 | 12 15 3 15 | Maracanãzinho, Rio de Janeiro |

Jogo 3
| 18 de janeiro de 1982 Relatório | Bradesco/Atlântica | 3 — 0             | Pirelli | Maracanãzinho, Rio de Janeiro Público: 13 150 |
| 18 de janeiro de 1982 Relatório | 15                 | Set 1 Set 2 Set 3 | 9 10 13 | Maracanãzinho, Rio de Janeiro Público: 13 150 |